# Thiago Carleto
Thiago Carleto Alves oder nur Thiago Carleto (* 24. März 1989 in São Bernardo do Campo) ist ein brasilianischer Fußballspieler. Der linke Außenverteidiger steht seit 2019 beim EC Vitória unter Vertrag.

## Karriere
Thiago Carleto begann seine Karriere beim FC Santos, für den er am 11. April 2007 gegen CA Juventus debütierte.
Nachdem Manchester United, Real Madrid und der FC Chelsea Interesse an einer Verpflichtung Carletos bekundet hatten, wurde im November 2008 sein Wechsel zum FC Valencia für eine Ablöse von 600.000 € bekannt. Carleto, der in seiner Heimat als neuer Roberto Carlos gesehen wurde, unterschrieb einen Vertrag bis 2014. Sein Debüt für Valencia gab er am 14. Februar 2009, als er im Ligaspiel gegen den FC Málaga für Emiliano Moretti eingewechselt wurde. In der Saison 2009/10 war er an den FC Elche ausgeliehen, im Februar 2010 kehrte er nach Brasilien zurück und schloss sich dem FC São Paulo an. Von hier aus wurde er bis 2016 laufend an andere Vereine ausgeliehen.

## Erfolge
Fluminense
- Staatsmeisterschaft von Rio de Janeiro: 2012
- Meister Série A: 2012

Botafogo
- Meister Série B: 2015

## Auszeichnungen
- Bola de Prata: 2017